# KakaoPay
KakaoPay （韩文：카카오페이）是韩国Kakao提供的行動支付和电子钱包服务，用户通過KakaoPay可以行動支付和在线交易。 该服务支持通過近場通訊和QR碼進行非接觸式支付。 KakaoPay已內置在KakaoTalk中，KakaoTalk的用戶可以通過KakaoPay向對方匯款。该支付服务于2014年9月4日推出。2017年4月，KakaoPay有限公司成立。KakaoPay曾获得蚂蚁集团2亿美元注資。 